# Брахма-сампрадая
Бра́хма-сампрада́я (IAST: Brahma-sampradāya) — одна из сампрадай в вишнуизме, начинающаяся по преданию с Брахмы. Последователи этой традиции верят в то, что ведийское знание изначально было передано Брахме во время сотворения Вселенной и с тех пор передавалось по непрерывной цепочке от гуру к ученику.
Термин чаще всего используется для обозначения философской школы Мадхвы двайты, но также применяется по отношению к её ответвлениям, в частности, к основанной Чайтаньей Махапрабху традиции гаудия-вайшнавизма, одним из современным продолжателей которой является Международное общество сознания Кришны и ряд других вайшнавских движений.
Ветви Брахма-сампрадаи
| Брахма-сампрадая | Харидаса                | Харидаса                           |
| Брахма-сампрадая | Гаудия-вайшнавизм       | Гаудия-Сарасвата (ИСККОН) и другие |
| Брахма-сампрадая | Радхаваллабха-сампрадая |                                    |
| Брахма-сампрадая | Вайшнавская сахаджия    |                                    |